# Stone Mountain

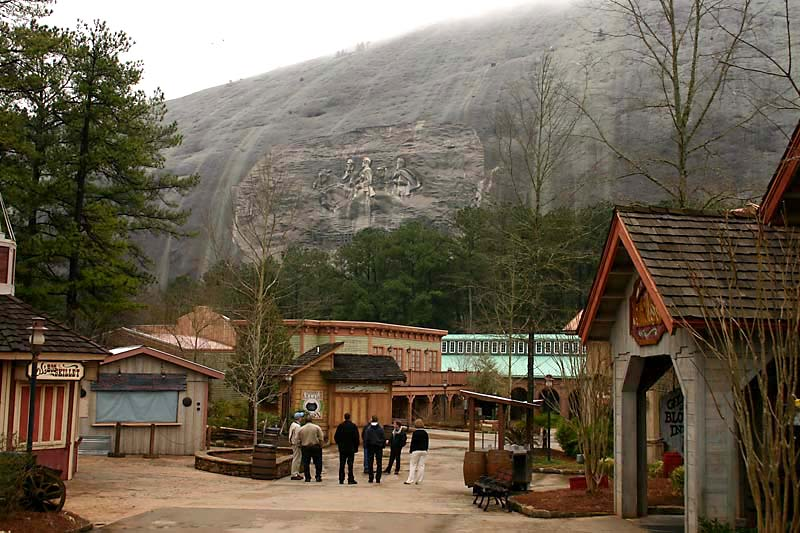
Stone Mountain.

Stone Mountain est une montagne en granite de type Inselberg située dans la localité de Stone Mountain, un faubourg de la ville d'Atlanta dans l'État de Géorgie, aux États-Unis. Son sommet culmine à 513 mètres d'altitude ce qui correspond à 251,5 mètres au-dessus de la plaine avoisinante. En comparaison, il est quatre fois plus petit que le mont El Capitan dans le parc national de Yosemite.
Il n'est pas seulement connu pour sa géologie mais surtout pour son immense bas-relief logé sur sa face nord. Ce bas-relief est le plus grand au monde.  Trois figures de leaders des États confédérés d'Amérique y sont gravées dans la roche. Il s'agit de Thomas Jonathan Jackson, Robert Lee, et de Jefferson Davis.

## Géographie
La montagne fait plus de 8 km de circonférence au niveau de sa base. Le sommet peut être atteint en suivant un sentier balisé qui débute à proximité de l'entrée du parc et du Confederate Hall. On peut aussi atteindre le sommet à l'aide d'un téléphérique.
Le sommet de la montagne présente un paysage surréaliste composé de roches nues et d'étendues d'eau, et il fournit une vue sur les lieux avoisinants, sur l'horizon du centre d'Atlanta, parfois sur le parc national de la Bataille de Kennesaw Mountain, et sur les Appalaches lorsque le ciel est dégagé. De temps en temps, le sommet de la montagne est recouvert d'un épais brouillard, et la visibilité peut être alors limitée à seulement quelques mètres. Les étendues d'eau douce claire au sommet se forment par la pluie récoltée dans les dépressions créées par l'érosion et abritent des dérivés inhabituels de crevettes. Elles apparaissent seulement durant les saisons de pluie et tout porte à penser qu'une fois adultes, elles meurent quand l'eau s'assèche laissant derrière elles des œufs qui survivront jusqu'aux prochaines pluies.
Les pentes inférieures de la montagne sont boisées. Le rare chêne de Géorgie fut d'abord découvert au sommet ; plusieurs spécimens peuvent facilement être trouvés le long du sentier et dans les bois entourant la montagne. À l'automne, une marguerite jaune extrêmement rare pousse dans les crevasses et les secteurs boisés.

## Géologie
Stone Mountain est un pluton, une sorte de roche magmatique. Principalement composé de granite, le dôme de la montagne se forme il y a 300 millions d'années durant l'apparition des Blue Ridge Mountains, la crête orientale ou chaîne frontale des Appalaches. Cette formation est due à la remontée du magma depuis la croûte terrestre. Ce magma se solidifie pour former le granite à l'intérieur de la croûte, en dessous de la surface.
Le granite se compose de quartz, feldspath, microcline et de muscovite, avec un peu de biotite et de tourmaline. Du xénolithe est également enfoncé dans le granite. Ce xénolithe est composé de deux types de roche métamorphique : gneiss et amphibolite. Ils sont généralement de forme angulaire, montre une foliation, ont une amphibole noire plumeuse et un bord d'orthose jaune pâle autour d'eux.
D'autres xénolithes sont composés de résidus et sont généralement plus ronds, sont dépourvus d'amphibole et ont une foliation plus faible. Ce sont des inclusions apparentées et étaient vraisemblablement la roche dont le granite est issu par fusion. La présence abondante de xénolithes métamorphiques et de résidus implique que le granite est de type-S, formé par la fusion de roches métamorphiques sédimentaires.
Le granite montre une foliation est-ouest et une abondance de muscovite. Le muscovite est probablement d'origine métamorphique. Les dernières fibres métasomatoses de tourmaline noire, K-feldspath et d'amphibole sont présentes dans le granite et se manifestent en tant que failles de feldspath claires.
Durant les dernières étapes de l'orogenèse alleghénienne, soit le moment où l'Amérique du Nord et le Nord de l'Afrique se sont heurtés, le granite s'introduit dans les roches métamorphiques de la région de Piedmont. Avec le temps, l'érosion a finalement révélé la montagne actuelle faite de roches éruptives, dans des processus semblables à ceux exposés par le Devils Tower National Monument au Wyoming.

## Travaux de sculpture

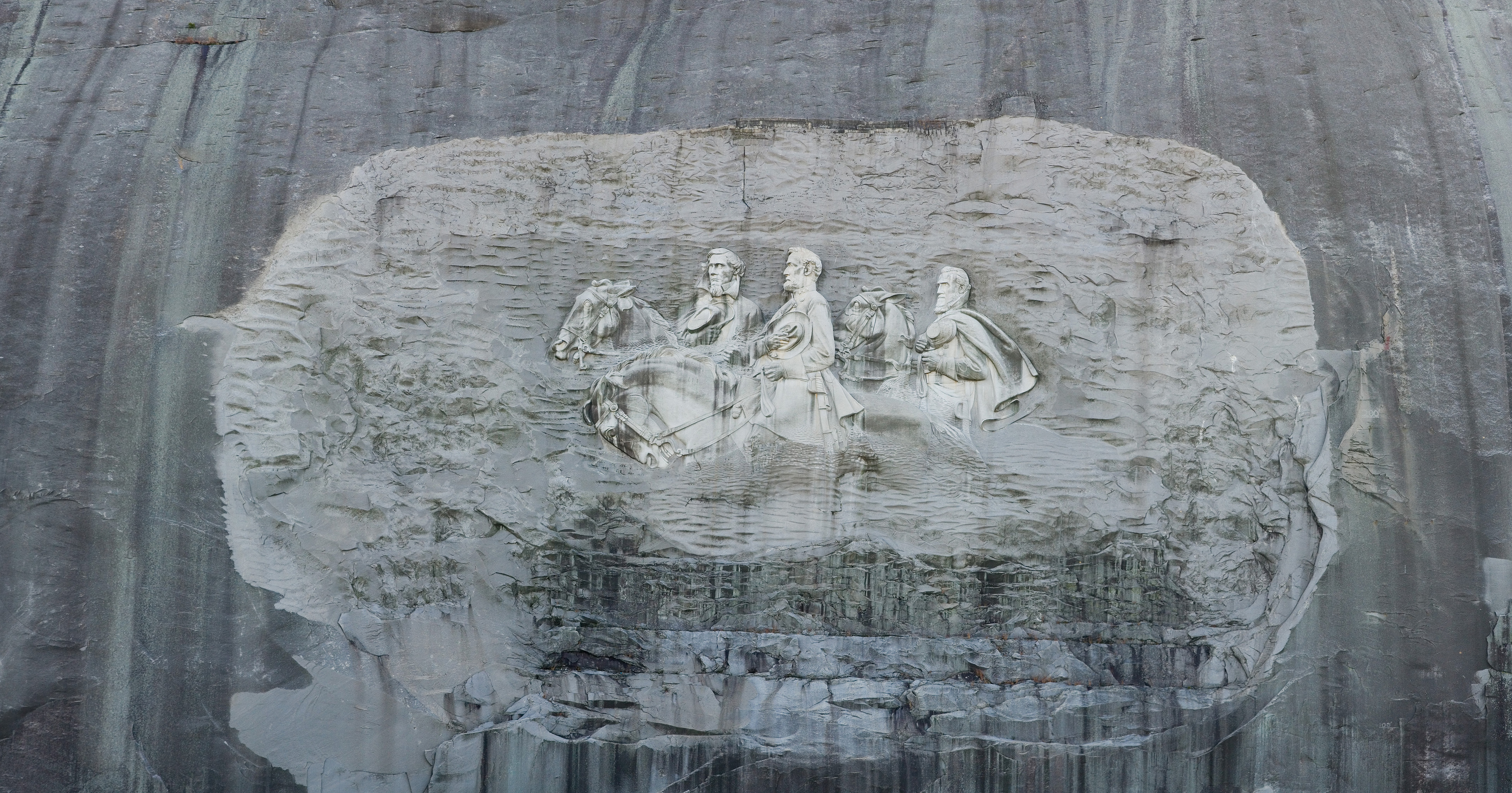
Zoom sur la sculpture.

Le plus grand bas-relief sculpté au monde illustre trois personnages des États confédérés d'Amérique pendant la guerre civile : le président Jefferson Davis et les généraux Robert Lee et Thomas Jonathan Jackson. La sculpture entière mesure trois acres (12 000 m2, soit 1,2 hectare), plus grande qu'un terrain de football. Elle se situe à environ 120 m au-dessus du sol, mesure 30 m sur 60 m et s'enfonce dans la roche de la montagne sur près de 13 m.
En 1912, la sculpture existe uniquement dans l'imagination de C. Helen Plane, membre fondateur de la United Daughters of the Confederacy (UDC). La famille Venable, propriétaire de la montagne, transfère la partie nord de la montagne à l'UDC en 1916 afin que soit construit, dans un délai de 12 ans, un monument imposant sur la guerre civile.
Trois sculpteurs y travaillent durant sa création. Gutzon Borglum est recruté comme consultant sculpteur et, en 1916, il est nommé sculpteur par la Stone Mountain Monumental Association. Borglum envisage une sculpture comprenant sept figures centrales accompagnées par « une armée de milliers de personnes ». En raison de problèmes de financement et de la Première Guerre mondiale, il ne fut pas possible de commencer avant 1923.
Après avoir démoli de grandes parties de la montagne à la dynamite, Borglum peut accomplir la tête de Robert Lee le 19 janvier 1924. En 1925, un différend surgit entre Borglum et l'association de gestion du site. En raison de ce conflit, Borglum quitte le chantier, emmenant avec lui tous ses croquis et modèles. Il part travailler sur la fameuse sculpture du Mont Rushmore.
Augustus Lukeman, le second sculpteur, reprend le projet en 1925. Sa sculpture inclut les trois personnages centraux de la Confédération, à cheval. Il fait disparaître le travail de Borglum de la montagne et travaille avec le système de forage pneumatique mais, en 1928 (la date-limite originelle), seule la tête de Robert Lee est achevée alors que les fonds sont épuisés. La famille Venable reprend sa propriété et l'énorme montagne en granite reste inaltérée pendant 36 ans.
En 1958, la Géorgie achète la montagne et les terres environnantes. L'Assemblée générale de Géorgie crée la Stone Mountain Memorial Association. En 1960, le Comité Consultatif de la Stone Mountain Confederate Memorial est composé de six figures internationalement reconnues dans le monde de l'art. Une compétition est organisée et neuf sculpteurs mondialement connus proposent leurs plans pour une nouvelle sculpture.
En 1963, basé sur des recommandations du Comité Consultatif, la Stone Mountain Memorial Association choisit Walker Kirkland Hancock (Massachusetts) afin de terminer la sculpture. Le travail reprend en 1964, et une nouvelle technique utilisant des chalumeaux à jets thermiques est utilisée pour tailler le granite. Avec cette technique, le chef tailleur Roy Faulkner est capable de retirer des tonnes de granite par jour. Les figures sont complétées avec le détail d'une peinture fine. Sourcils, doigts, boucles et même les cheveux sont finement sculptés.
La sculpture est en fait beaucoup plus grande qu'elle ne semble l'être depuis le parc d'attractions de Stone Mountain. Les ouvriers peuvent facilement se tenir sur l'oreille d'un cheval ou à l'intérieur de la bouche du cheval en cas d'averses soudaines. Une cérémonie dédiée au Confederate Memorial Carving est organisée le 9 mai 1970. Les touches finales du chef-d'œuvre sont accomplies en 1972.
Vers 1987[réf. nécessaire], la sculpture est rénovée à l'aide d'une technique laser[évasif].
Durant de nombreuses nuits d'été, la montagne héberge le spectaculaire "Show Laser" qui se sert de musiques classique et populaire pour divertir les visiteurs, ainsi que de feux d'artifice et jeux de lumière laser. Le point culminant de la soirée intervient quand la montagne s'éteint et que les lasers contournent la sculpture avant de la dévoiler complètement, provoquant une sorte de « retour à la vie » des hommes et chevaux au visage de la montagne.
Ce show est un hommage aux États confédérés d'Amérique et au pays tout entier. La guerre de Sécession est reconnue mais un message évoquant la force du pays réunifié est évoqué. Le show se termine avec des hommes et chevaux retournant vers le site sculpté où les lasers s'estompent. D'autres lumières apparaissent et, une fois de plus, le chef-d'œuvre est révélé.

## Histoire

### Sculpture et Ku Klux Klan

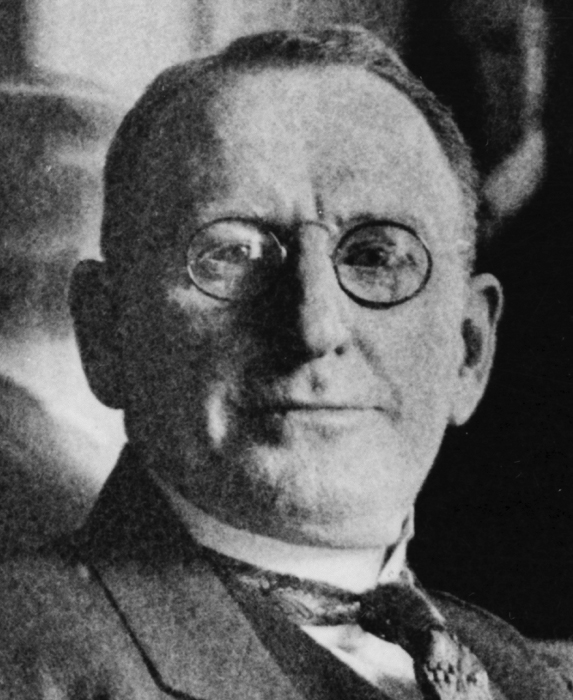
William J. Simmons.

Les activités du Ku Klux Klan sont enracinées très profondément, même si la conception originale du mémorial est antérieure à la reprise d'activités du Klan. Celle-ci fut encouragée par la sortie du film de David Wark Griffith, Naissance d'une nation, glorifiant le Klan et par la Loi de Lynch de Leo Frank, qui fut accusé du meurtre de Mary Phagan.
Le 25 novembre 1915, un groupe d'hommes portant des cagoules et de longues robes se réunissent à Stone Mountain afin de réincarner le Klan. Ils sont dirigés par William Joseph Simmons et comportent un groupe se nommant les Chevaliers de Mary Phagan. Une croix est brûlée et le serment est prêté par Nathan Bedford Forrest II, le petit-fils de Nathan Bedford Forrest. Samuel Venable, le propriétaire de Stone Mountain, assiste à ce rituel. C'est en réponse à cette histoire, que Martin Luther King inclut la phrase « Laissez la liberté retentir des Stone Mountains de la Georgie » dans son discours I have a dream.
La collecte de fonds pour le monument reprend en 1923 et, en octobre de cette même année, Samuel Venable accorde au Klan le droit perpétuel d'organiser autant de célébrations qu'il le désire. En raison de leur énorme participation lors de la précédente collecte de fonds et de l'importance de leur influence politique en Géorgie, le Klan, ainsi que l'Union des filles de la Confédération, sont capables d'influencer l'idéologie des travaux et soutiennent explicitement le Mémorial confédéré. Gutzon Borglum est nommé pour effectuer les travaux. Des 250 000 $ collectés, une partie vient directement du Ku Klux Klan mais aussi du gouvernement fédéral qui, en 1924 émet des pièces de monnaie de 50 cents à l'effigie de Robert E. Lee et Thomas Jonathan Jackson.
Avec une limite de trois ans imposée au projet, Gutzon Borglum se met au travail. En 1924, lors de l'anniversaire du Général Lee, une présentation officielle de sa tête sculptée est organisée. En 1925, Borglum est engagé dans des conflits avec ses patrons à propos des pièces de monnaie et de son soutien à D. C. Stephenson ; son contrat est annulé en février. Avant de quitter la Géorgie, il détruit ses modèles préliminaires de rage. Il part travailler sur la taille du mont Rushmore.
En avril 1925, Augustus Lukeman est embauché pour finir la sculpture et, trois ans plus tard, l'œuvre de Borglum est dynamitée. En raison du retard et de fonds insuffisants, le projet est annulé en 1928. À la mort de Lukeman, en 1935, le projet inachevé n'a pas été retravaillé depuis plusieurs années et la propriété retourne à la famille Venable, les propriétaires précédents.
L'État montre de l'intérêt pour la montagne et les terres environnantes mais ce n'est pas avant le 11 avril 1956 que la famille Venable donne les terres englobant la Stone Mountain à la Stone Mountain Confederate Memorial, Inc.
En 1958, à la suite de l'incitation du gouverneur Marvin Griffin, le pouvoir législatif de Géorgie approuve une mesure afin de racheter la Stone Mountain pour un montant de 1 125 000 $. En 1963, Walker Hancock est désigné pour achever les travaux qui commencent en 1964. Ceux-ci sont terminés par Roy Faulkner à la date officielle du 3 mars 1972.
Le Klan tient un rassemblement important à Stone Mountain en 1975 et, à l'invitation de Venable, le Klan organise un rassemblement annuel (Labor Day) près de sa propriété où des croix de 18 m de haut sont brûlées.
Afin d'annuler ce droit perpétuel obtenu, l'État condamne ses propres terrains. Une fois annulées, toutes les dispositions juridiques d'utilisation de ces terrains sont soumises à l'État. Le parc peut être rétabli et aucun autre rassemblement ne fut tenu par le Klan sur cette propriété.

### Accidents d'avion
Le 16 septembre 2003, un petit avion s'écrase dans la montagne. Le pilote, seul occupant de l'avion est tué lors de l'accident. Selon le rapport officiel, aucune cause probable ne pouvait expliquer cet accident mais un témoin affirma que « le pilote avait menacé à plusieurs reprises de se suicider en s'écrasant sur la Stone Mountain ».
Selon le calendrier annoté de George Weiblen au lundi 7 mai 1928, « un avion de la poste s'écrasa sur la montagne à 20h ».
Le seul autre accident connu date de 1957.

## De nos jours

### Parc
Le parc de Stone Mountain, qui entoure le Confederate Memorial, est la propriété de la Géorgie et dirigé par la Stone Mountain Memorial Association. La Herschend Family Entertainment Corporation possède un contrat à long terme pour diriger le parc et ses attractions.
Pendant les Jeux olympiques d'été de 1996, les épreuves de tir à l'arc, tennis et cyclisme furent organisées dans le parc de Stone Mountain. Le stade de tennis de 8 200 places fut un lieu de cérémonie permanent à l'inverse de ceux pour le tir à l'arc et le cyclisme.
Le Confederate Hall, dirigé par la Stone Mountain Memorial Association (SMMA), est un musée qui informe les visiteurs du parc et les étudiants sur la géologie et l'écologie de la Stone Mountain ainsi que sur l'histoire de la guerre en Géorgie.
Il y a de nombreux chemins de randonnée, notamment un sentier de 2,1 km partant du Confederate Hall jusqu'au sommet de la montagne ou un sentier de presque 10 km autour de la montagne. Il est également possible de camper, pêcher, pique-niquer et jouer au golf dans le parc.
D'autres attractions sont organisées par des opérateurs commerciaux et incluent: 
- Le Skyride, un téléphérique suisse allant au sommet de la montagne.
- Un chemin de fer touristique, qui fait le tour et assure des vues sur la montagne. Pendant des années, le chemin de fer utilisa trois locomotives à vapeur pour tracter les trains et un tramway au diesel surnommé « Le Dinkey ». Cependant, au milieu des années 1980 et en raison de leurs coûts d'entretien, ces locomotives et le tramway furent retirés en faveur de locomotives diesel.
- Le Riverboat offre une croisière pittoresque, sur 147 ha du lac de Stone Mountain, à bord d'une reproduction du bateau du fleuve Mississippi.
- The Antebellum Plantation & Farmyard est composé de bâtiments authentiques, construits entre 1790 et 1845, qui ont été re-érigés afin de représenter une plantation d'avant la guerre civile de Géorgie.
- Un carillon de 732 cloches assure un concert quotidien.
- Un pont couvert, datant de 1892, qui enjambait à l'origine la Oconee à Athens.
- Une minoterie datant de 1869 est déplacée vers le parc en 1965.
- Crossroads, un divertissement concernant une ville méridionale de 1872 et comportant un cinéma moderne en 4-D qui présente l'exploration de quelques histoires folkloriques.

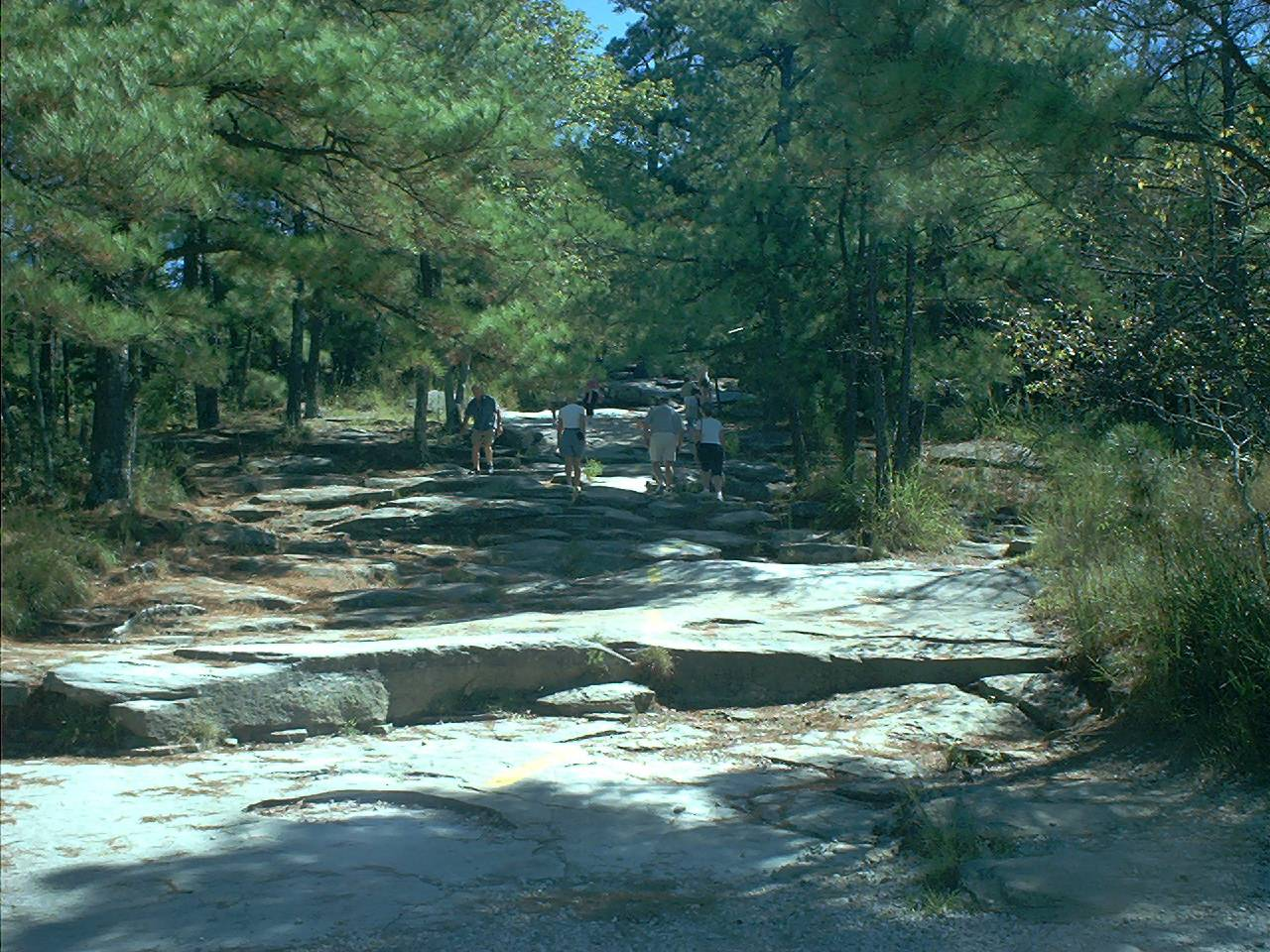
Sentier balisé de Stone Mountain.
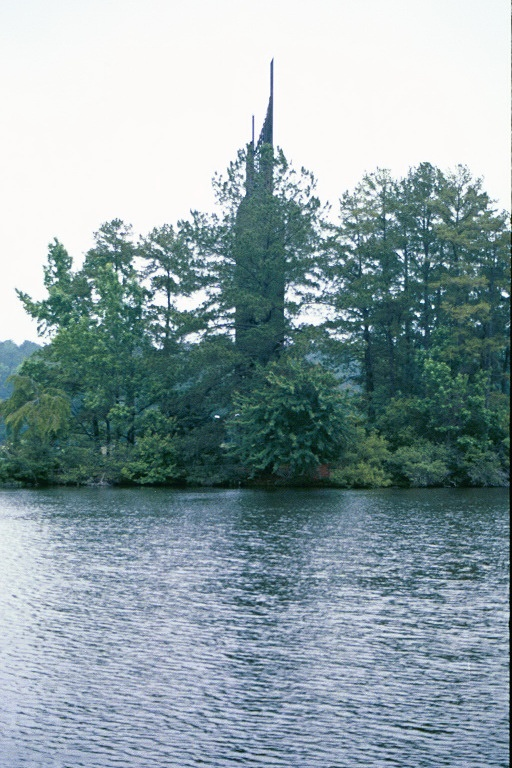
Carillon dans le parc Stone Mountain.
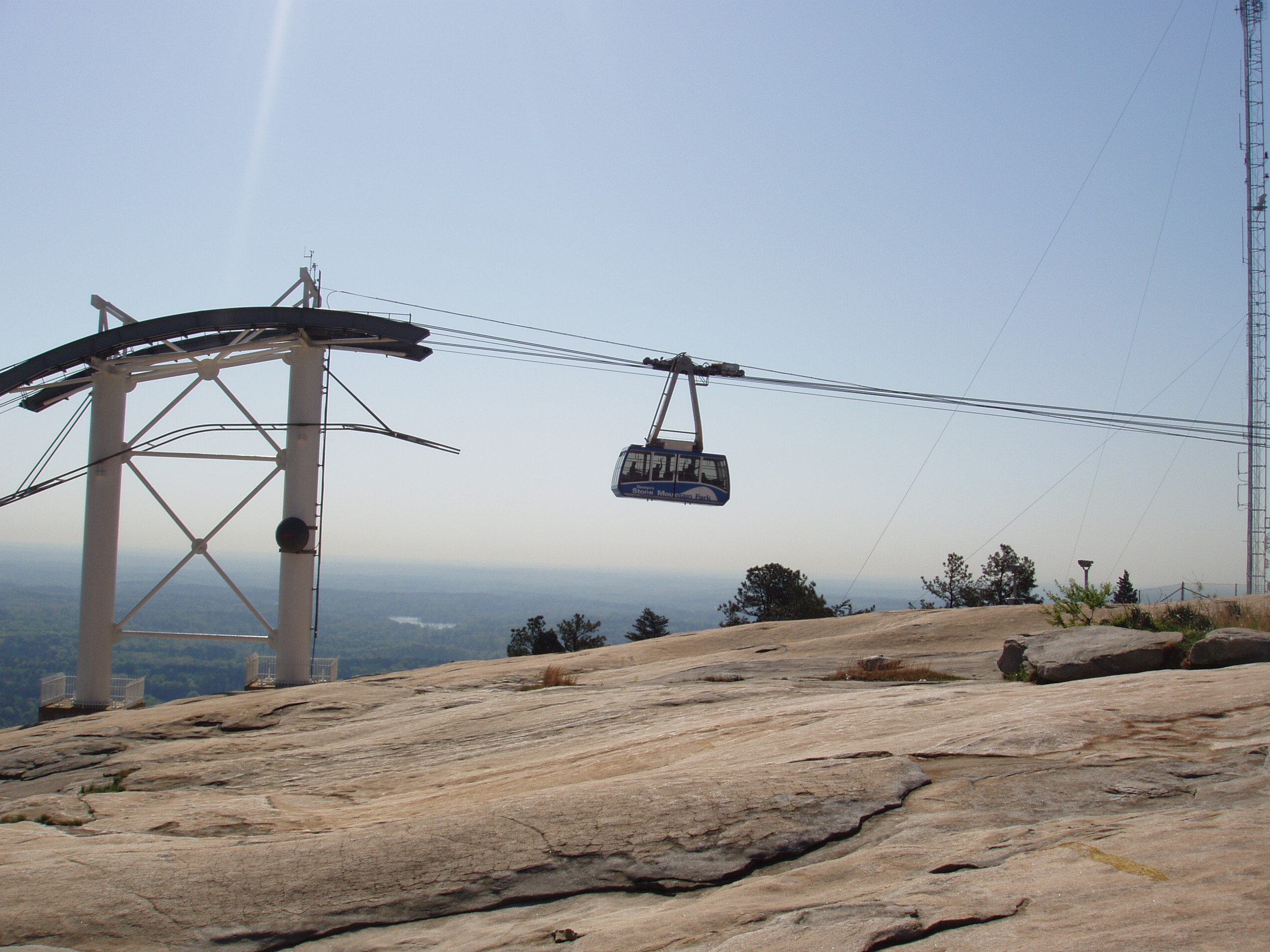
La montagne et son téléphérique.
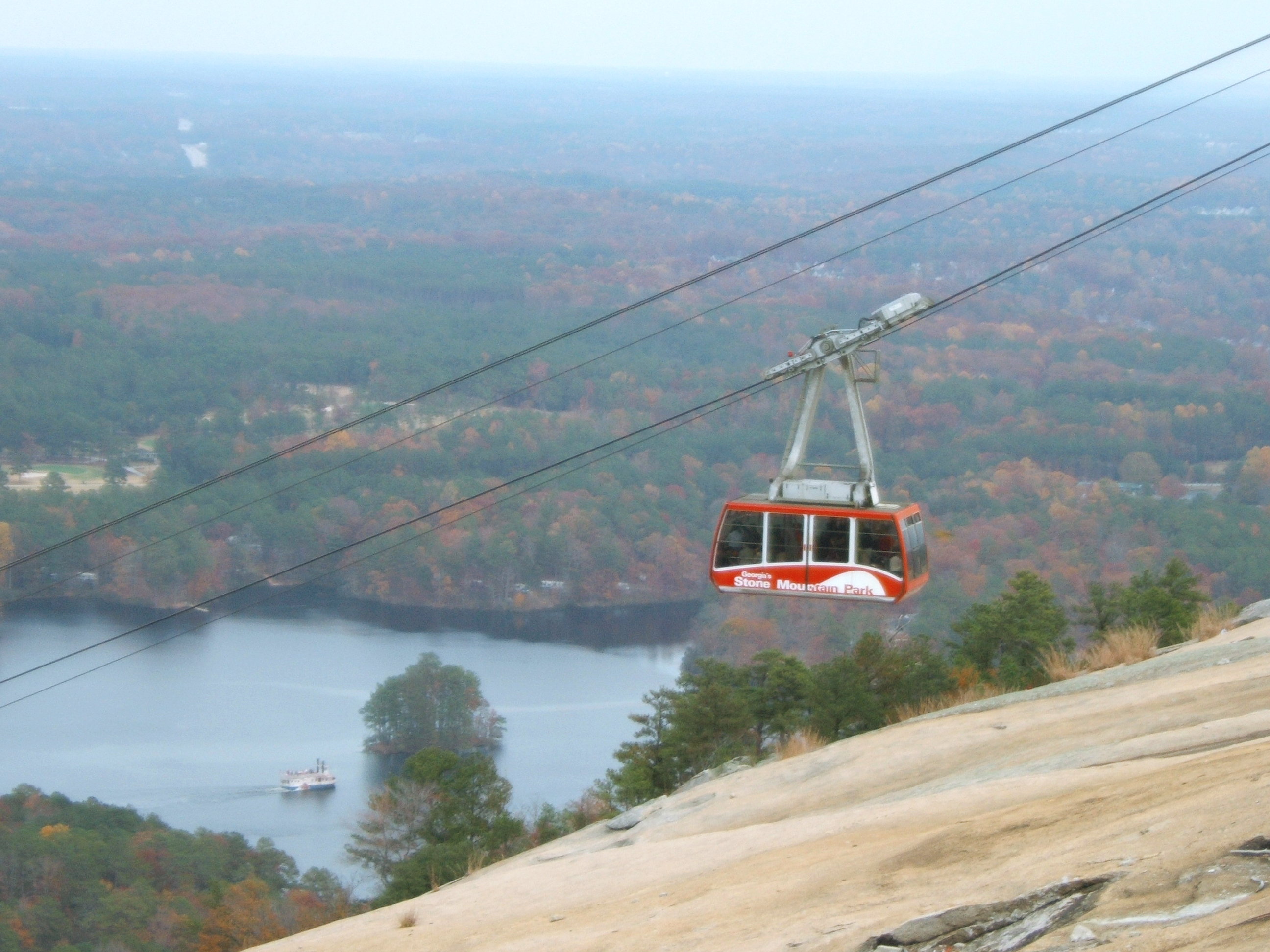
Le téléphérique de Stone Mountain.

### Sentier amérindien Cherokee
Inconnu de la plupart des gens, il existe un petit sentier boisé en bas de la montagne. Il bifurque à quelques centaines de mètres du début du sentier principal et fait environ 10 km. Le seul signe de la présence de ce sentier est une petite pancarte sur une pente du côté sud de la montagne qui indique « Sentier amérindien ». Ce chemin fut découvert par trois Alabamiens : Judson Law, Austin Fullilove et Justin Willis.

### Émetteur
Le petit émetteur de télévision au sommet de la montagne retransmet deux chaînes non commerciales : le canal de communication WGTV channel 8, et la station météo KEC80. La station de radio FM WABE était située dans cette tour de 1984 à 2005 jusqu'à ce qu'il fut exigé de la déplacer afin de permettre l'adaptation de la conversion numérique de WGTV.